# Zakład karny
Ten artykuł należy dopracować:

przedstawiono sytuację tylko z polskiej perspektywy – artykuł powinien być przekrojowy.
Pomóż go poprawić. 

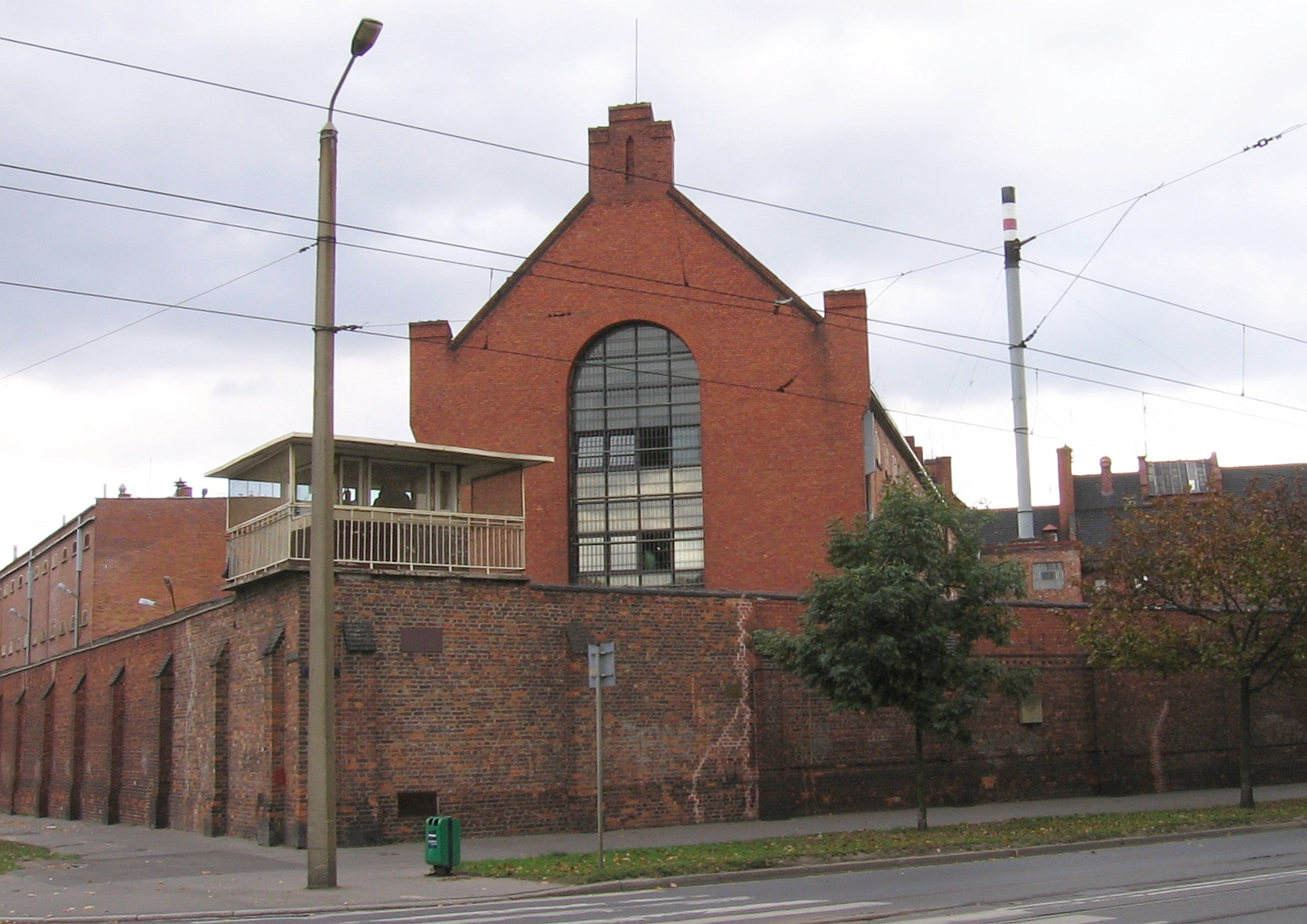
Więzienie we Wrocławiu przy ul. Kleczkowskiej, widok od ul. Reymonta

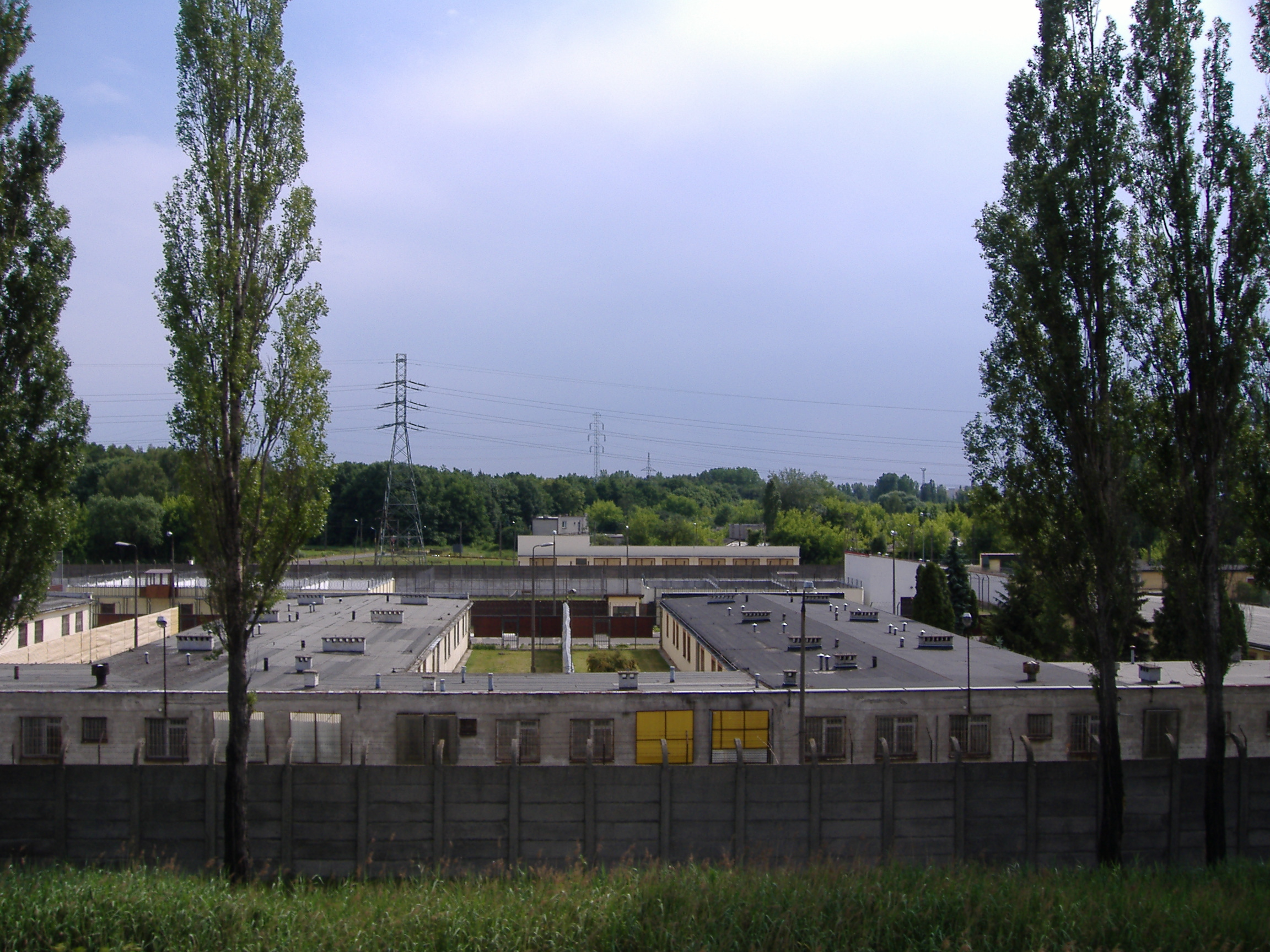
Więzienie dla kobiet w Warszawie (Areszt Śledczy Warszawa-Grochów)

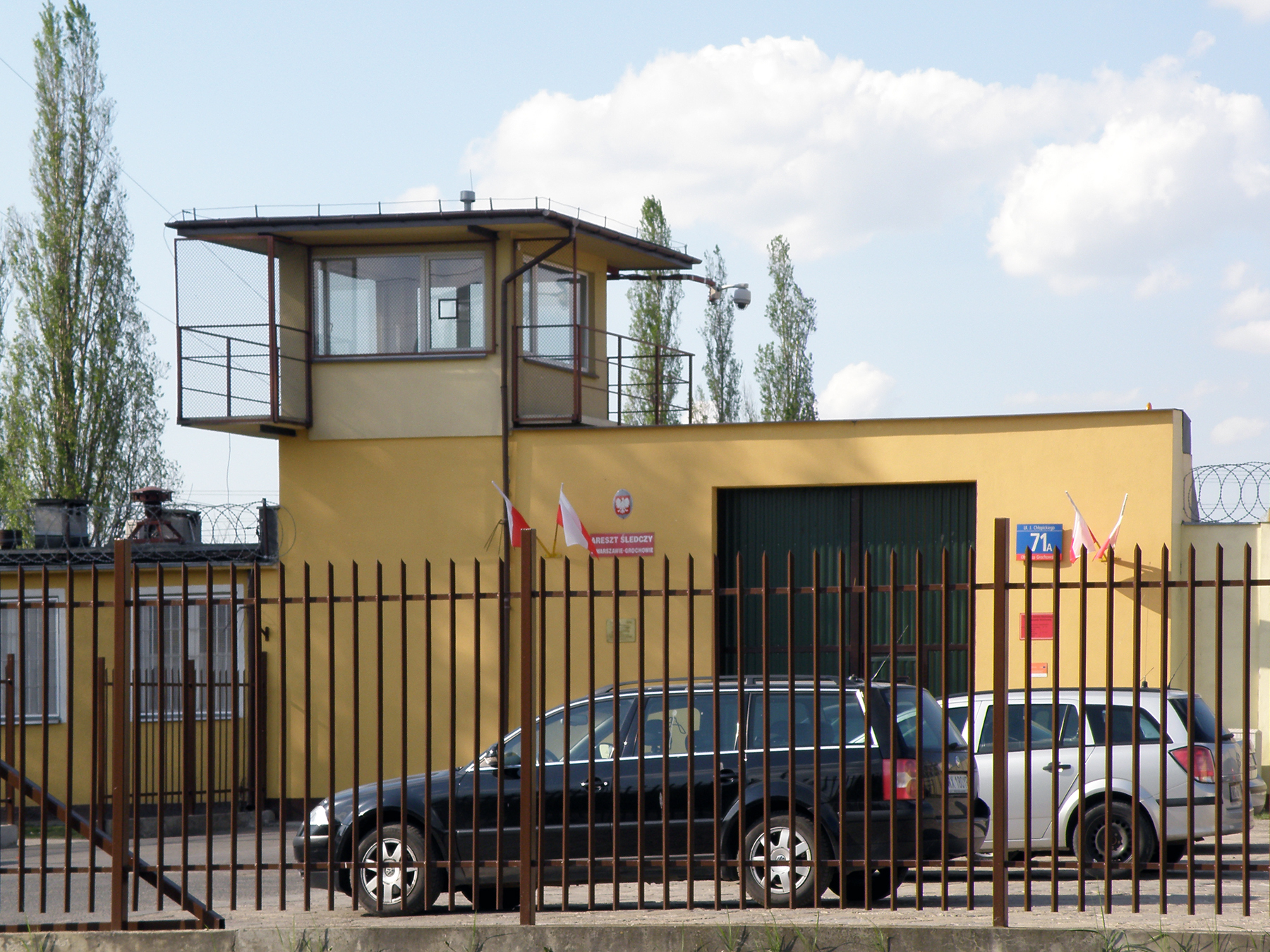
Areszt Śledczy Warszawa-Grochów (z oddziałem zakładu karnego typu półotwartego dla kobiet)

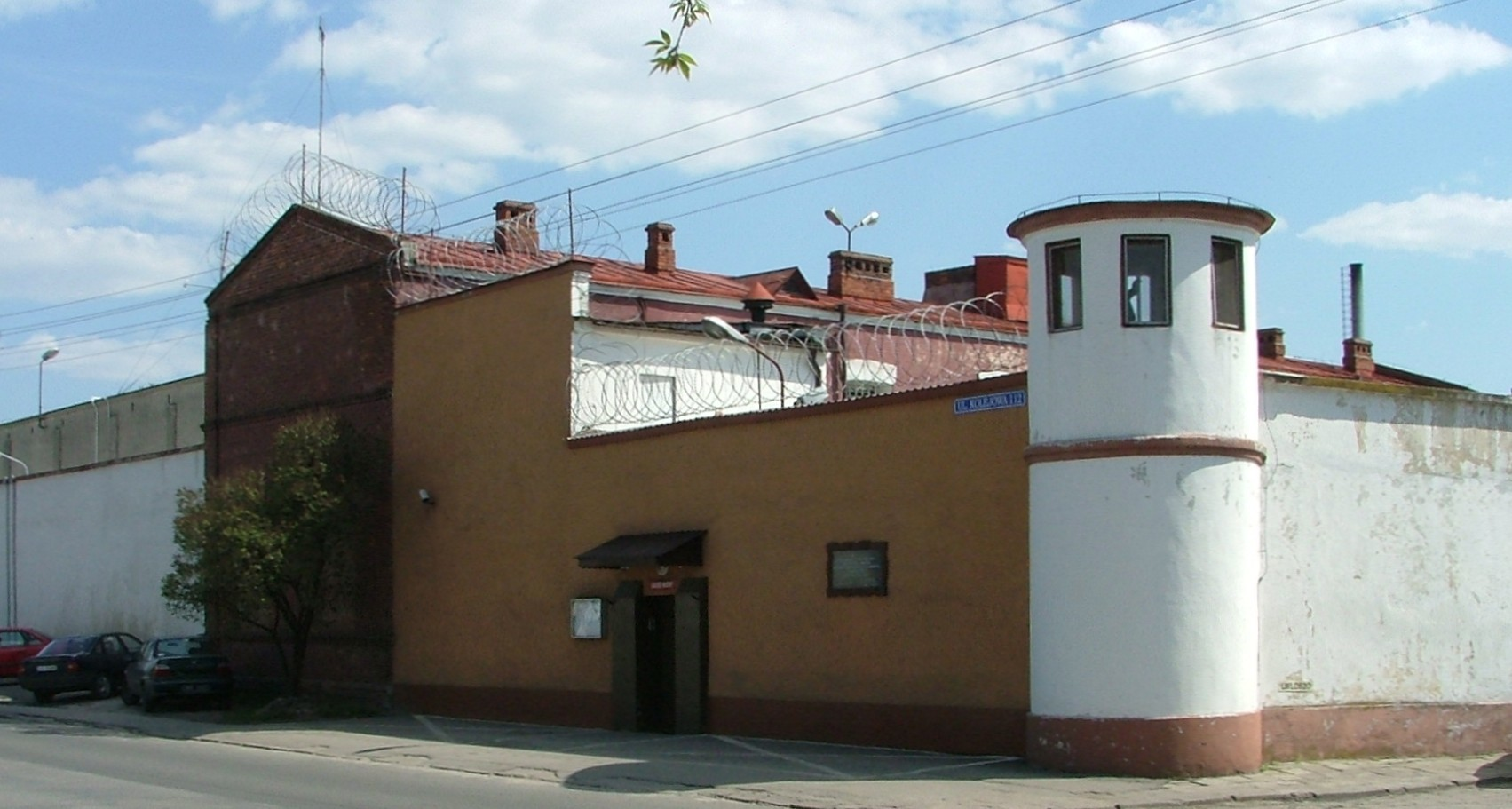
Zakład karny w Chełmie

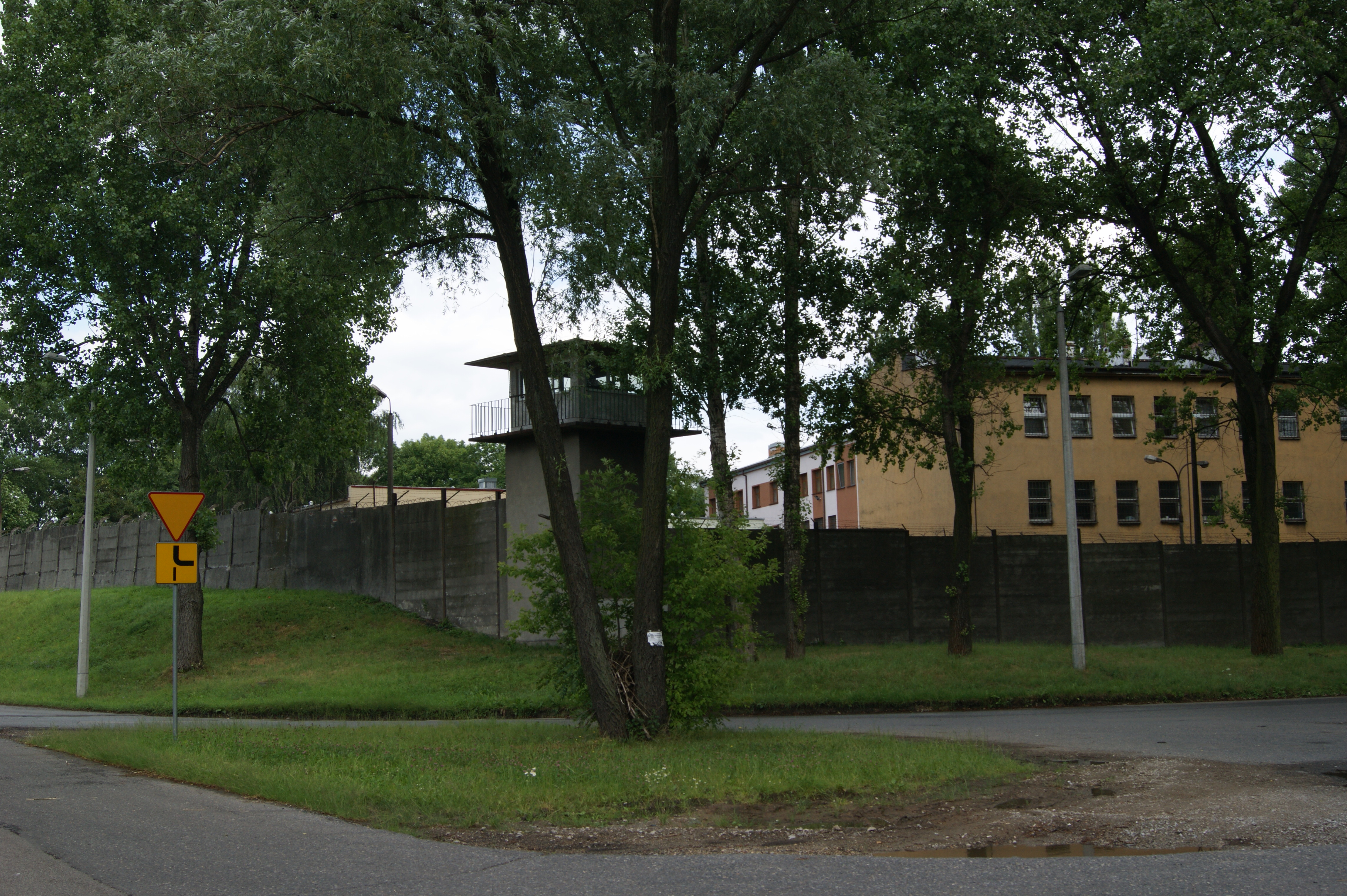
Zakład karny Kraków-Nowa Huta

Zakład karny (pot. więzienie) – miejsce, w którym osoby skazane wyrokiem sądowym odbywają karę pozbawienia wolności.
W Polsce do 1970 roku terminem więzienie określano oficjalnie zarówno zakład karny, jak i samą karę pozbawienia wolności. W XXI wieku dalej można spotkać się z takim znaczeniem tego słowa.

## Zakłady karne w Polsce

### Rodzaje zakładów karnych
Polskie zakłady karne ze względu na rodzaj dzieli się na:
- zakłady dla młodocianych;
- zakłady dla odbywających karę po raz pierwszy;
- zakłady dla recydywistów penitencjarnych;
- zakłady dla odbywających karę aresztu wojskowego.

Zakłady karne mogą być organizowane jako:
- zakłady karne typu zamkniętego;
- zakłady karne typu półotwartego;
- zakłady karne typu otwartego.

Podział zakładów na różne typy różni się między sobą stopniem zabezpieczenia oraz rodzajem izolacji skazanych i wynikającymi z tego ich obowiązkami i uprawnieniami w zakresie poruszania się w zakładzie i poza jego obrębem.
Skazani odbywają w nich karę pozbawienia wolności w jednym z trzech systemów:
- programowanego oddziaływania;
- terapeutycznym;
- zwykłym.

Podział ten służy też do klasyfikacji skazanych np.: R3/p – recydywista penitencjarny (R), odbywający karę w zakładzie typu otwartego (3), w systemie programowanego oddziaływania (p). Każdy ze skazanych musi mieć przyporządkowany rodzaj i typ zakładu karnego oraz system wykonywania kary pozbawienia wolności. Daje to 27 grup klasyfikacyjnych (bez kary aresztu wojskowego), które pozwala różnicować wykonywanie tej kary.
Wszystkie zakłady karne i areszty śledcze podlegają Ministerstwu Sprawiedliwości. Zakłady lecznicze, w których stosuje się środki zabezpieczające, podlegają Ministerstwu Zdrowia.

### Organizacja zakładów karnych i aresztów śledczych w Polsce
Wśród głównych jednostek organizacyjnych zakładów karnych i aresztów śledczych w Polsce można wyróżnić:
- Okręgowy Inspektorat Służby Więziennej Białystok;
- Okręgowy Inspektorat Służby Więziennej Bydgoszcz;
- Okręgowy Inspektorat Służby Więziennej Gdańsk;
- Okręgowy Inspektorat Służby Więziennej Katowice;
- Okręgowy Inspektorat Służby Więziennej Koszalin;
- Okręgowy Inspektorat Służby Więziennej Kraków;
- Okręgowy Inspektorat Służby Więziennej Lublin;
- Okręgowy Inspektorat Służby Więziennej Łódź;
- Okręgowy Inspektorat Służby Więziennej Olsztyn;
- Okręgowy Inspektorat Służby Więziennej Opole;
- Okręgowy Inspektorat Służby Więziennej Poznań;
- Okręgowy Inspektorat Służby Więziennej Rzeszów;
- Okręgowy Inspektorat Służby Więziennej Szczecin;
- Okręgowy Inspektorat Służby Więziennej Warszawa;
- Okręgowy Inspektorat Służby Więziennej Wrocław.